# Datu Odin Sinsuat
Datu Odin Sinsuat é um município de  segunda classe de renda municipal (d) na província Maguindanao do Norte, nas Filipinas. De acordo com o censo de 1 de maio  de  2020 possui uma população de 116 768 pessoas e 20 284 domicílios.